# Richard Kiessler
Richard Kiessler (* 12. Dezember 1944 in Aschersleben) ist ein deutscher Journalist und Publizist.

## Leben
Nach dem Abitur am Christianeum in Hamburg studierte er in Tübingen, Berlin und Mannheim Politische Wissenschaften und Soziologie. Es folgten ein Studienaufenthalt an der Oxford University und ein achtmonatiger Forschungsaufenthalt in Kuba als Promotions-Stipendiat der Friedrich-Ebert-Stiftung. Trotz damaliger Sympathie für das kubanische politische System wurde er kurz vor seinem geplanten Abreisetermin aus Kuba im Dezember 1969 vom kubanischen Geheimdienst G2 verhaftet und verbrachte 170 Tage unter dem Vorwurf angeblicher Spionage in Isolationshaft. Erst nach einem erzwungenen Scheingeständnis und zahlreichen internationalen Bemühungen um seine Freilassung durfte er ohne Anklage in die Bundesrepublik zurück reisen. 1973 promovierte er zum Dr. phil. an der Universität Tübingen mit dem Thema: Guerilla und Revolution. Interne und externe Faktoren einer lateinamerikanischen Variante des revolutionären Volkskrieges.
Bereits während seines Studiums begann Kiessler seine journalistische Laufbahn, zunächst als Hospitant und Volontär bei der Tageszeitung Die Welt, der ARD-Tagesschau und der Deutschen Presse-Agentur (dpa), bei der er dann als Redakteur in Düsseldorf und in der Bundeshauptstadt Bonn tätig wurde. Nach einer kurzen Zeit als Bonner Büroleiter des Deutschen Allgemeinen Sonntagsblattes wurde er von 1979 bis 1993 Diplomatischer Korrespondent beim Nachrichtenmagazin Der Spiegel in dessen Hauptstadtbüro in Bonn. 1994 wurde er Chefredakteur der Neue Ruhr Zeitung/Neue Rhein Zeitung (NRZ) in Essen. Seit Dezember 2007 war Kiessler Chefredakteur / Sonderkorrespondent für Außenpolitik in der WAZ Mediengruppe (heute Funke Mediengruppe). Seit Januar 2011 ist Kiessler freier Publizist.
Kiessler wurde bekannt durch zahlreiche Kommentare und Berichte für den Deutschlandfunk und die Deutsche Welle, sowie Publikationen in Büchern, Fachzeitschriften und Zeitungen. Außerdem war er häufiger Gast des Presseclubs der ARD. Seine journalistischen Schwerpunkte liegen in der Außen- und Sicherheitspolitik. Seit 2014 moderiert er die „Stadtgespräche“ in Essen, ein Treffpunkt für Multiplikatoren aus Politik, Wirtschaft, Wissenschaft und Kultur. Seine außenpolitische Kolumne Kiesslers Welt erschien wöchentlich in Regionalzeitungen und im Redaktionsnetzwerk INFORMER / FOCUS-online.
Er ist Mitglied der Deutschen Gesellschaft für Auswärtige Politik, der Atlantik-Brücke sowie des Lions Club. Von 1967 bis 2019 war er Mitglied der SPD.
Des Weiteren war Kiessler Vorsitzender des Kuratoriums und Mitglied des Vorstands des Deutsch-Aserbaidschanischen Forums.
Richard Kiessler ist verheiratet mit Eva-Maria Kiessler (geb. Regenhardt). Das Ehepaar hat drei Kinder.

## Schriften (Auswahl)
- "Krise und Dilemma des orthodoxen Kommunismus in Lateinamerika", in: K. Lindenberg (Hrsg.): Politik in Lateinamerika, Hannover 1971, S. 99–114.
- "El hombre nuevo – Sozialismus in Kuba", in: Arbeitspapiere zur Politischen Soziologie, Heft 4/1973, S. 63–70.
- "Guerilla und Revolution", Parteikommunismus und Partisanenstragie in Lateinamerika, Bonn 1973.
- "Hans-Dietrich Genscher – Ein deutscher Außenminister", Bildbiographie (gemeinsam mit Helmut R. Schulze, Fotos), München 1991.
- "Ein runder Tisch mit scharfen Ecken". Der diplomatische Weg zur deutschen Einheit (gemeinsam mit Frank Elbe), mit einem Vorwort von Hans-Dietrich Genscher, Baden-Baden 1993. Erweiterte und aktualisierte Neuauflage mit einem Vorwort von Sigmar Gabriel, Baden-Baden 2020.
- "A Round Table With Sharp Corners". The Diplomatic Path to German, (together with Frank Elbe), Baden-Baden 1996, Japanische Ausgabe, Tokio 2003.
- "Zwischen Mantel und Lokalem. Die Achsenfunktion der Redaktionsleitung", in: E. Maseberg/S. Reiter/W. Teichert (Hrsg.): Führungsaufgaben in Redaktionen, Gütersloh 1996, S. 55–59.
- "Vom Abendland ins Disneyland? Gesellschaftliche Risiken der Informationsgesellschaft", in: H. Däubler-Gmelin/H. Schmidt/J. Schmude (Hrsg.): Gestalten und Dienen. Festschrift zum 70. Geburtstag von H.-J. Vogel, Baden-Baden 1996, S. 181–186.
- "Unterwegs zur Einheit – Hans Dietrich Genscher und die nationale Frage". In: Klaus Kinkel (Hrsg.): In der Verantwortung. Hans-Dietrich Genscher zum 70. (Festschrift), Berlin 1997, S. 420–430.
- The Two Plus Four Talks: A Diplomatic Masterpiece, in: Ch. Elder/E. G. Sammis (Eds.): A Vision Fulfilled. 50 Jahre Amerikaner am Rhein, Bonn 1999, S. 103–107.
- Reform ohne Doppelpass, in: Andreas Goldberg/Faruk Sen (Hrsg.): Deutsche Türken – Türkische Deutsche. Die Diskussion um die doppelte Staatsbürgerschaft, Münster, Hamburg, London 1999, S. 39–42.
- Außenpolitik als "Public Diplomacy" – Hans-Dietrich Genscher und die Medien, in: Hans-Dieter Lucas (Hrsg.): Genscher, Deutschland und Europa, Schriften des Zentrums für Europäische Integrationsforschung, Baden-Baden 2002, S. 371–386.
- "Chaos als Normalfall", Ausgewählte Beobachtungen eines Journalisten (1970–2004), Essen 2004.
- "Die 'unbequeme Verlässlichkeit' des Seiteneinsteigers", in: Bentele/Faerber-Husemann/Scharpf/Steinbrück (Hrsg.): Metamorphosen. Annäherungen an einen vielseitigen Freund. Für Horst Ehmke zum Achtzigsten, Bonn, S. 251–258.
- "Metropole Rhein Ruhr". Eine Region im Aufbruch (Hrsg.), 302 S., Oberhausen 2007.
- China und Deutschland. Die einen bauen Mauern, die anderen Windmühlen, in: Schute (Hrsg.): Olympia 2008. Die Spiele der XXIX. Olympiade in Peking, Essen 2008.
- Schmuddelkind im Schmollwinkel, Nordkoreas Erbdynastie vor dem Machttransfer im: Internationale Politik (IP), Nr. 5, September/Oktober 2010, S. 94–100.
- Hungern für den Diktator. Ein Blick hinter den Eisernen Vorhang Nordkoreas. In: Cicero Nr. 6 / Juni 2011, S. 90–95.
- Strategisches Denken, in: Die Neue Ordnung, 65. Jg. Heft 3, Juni 2011, S. 227–230.
- "Der Kommunikator", in: Kerstin Brauckhoff / Irmgard Schwaetzer (Hrsg.): Hans-Dietrich Genschers Außenpolitik, Wiesbaden 2015, S. 2003–2005.
- "Geschichten vom Großen Bären", mit Illustrationen von Annika Brack (Kinderbuch), Norderstedt 2015.
- Raketen-Poker. Der Streit um die Nato-Nachrüstung spaltete die bundesdeutsche Gesellschaft, in: Der SPIEGEL, Biografie Helmut Schmidt (Sonderheft), Hamburg 2015, S. 84–87.
- "Zeitenwende in der Weltpolitik. Mehr Verantwortung in ungewissen Zeiten", von Sigmar Gabriel (Mitarbeit am Manuskript des Autors), Freiburg im Breisgau, 2018.
- "Wider die 'galoppierende Entfremdung'", in: Adelheit Bahr (Hrsg.): Warum wir Frieden und Freundschaft mit Russland brauchen, Frankfurt/M. 2018, S. 100–106.

## Gastvorträge
Zahlreiche Gastvorträge zu medien- und außenpolitischen Themen, u. a. an den Universitäten Duisburg-Essen, Münster, Eichstätt, St. Gallen, Seattle, London School of Economics.

## Auszeichnungen
- Dietrich-Oppenberg-Preis 2007